# Samoubilačko drvo
Samoubilačko drvo (lat. Cerbera odollam) je biljna vrsta iz porodice Apocynaceae. Ime je ova vrsta dobila zbog snažnog srčanog otrova, među kojima je i cerberin, koji je izazvao mnoge smrtne slučajeve u Indiji (Kerala), koje je policija proglasila samoubojstvima. Tim toksikologa iz Francuske utvrdio je da je za polovicu smrti trovanjem kriv ovaj otrov, koji lako može biti skriven kao začin u hrani.
Samoubilačklo drvo rašireno je naročito uz istočnu i zapadnu obalu Indije, Šri Lanki, Andamanima, Nikobarima, raznim otocima u Oceaniji, Vijetnamu, Indoneziji i Maleziji, a introducirana je i na Trinidadu i Tobagu.

## Sinonimi
- Cerbera dilatata Markgr.
- Cerbera forsteri Seem.
- Cerbera lactaria Buch.-Ham. ex Spreng.
- Odollamia malabarica Raf.
- Tanghinia lactaria (Buch.-Ham. ex Spreng.) G.Don
- Tanghinia odollam (Gaertn.) G.Don
- Excoecaria ovatifolia Noronha

## Galerija
- C. odollam
- C. odollam (sin. C. dilatata), kora
- C. odollam
- C. odollam
- C. odollam